# グラピュラ (ヘタイラ)
グラピュラ (ギリシア語: Γλαφύρα) は、紀元前1世紀のへタイラ（娼婦）。古代においては、その美貌、魅力、そして誘惑で有名であった。彼女はカッパドキアの高級神官大アルケラオスと結婚し、政治権力も得た。また後にマルクス・アントニウスと関係を結び、オクタウィアヌス・カエサル（後のアウグストゥス）の侮辱にさらされた。

## アルケラオスとの結婚
グラピュラはカッパドキア出身のギリシア人女性で、出自ははっきりしていない。彼女はカッパドキア王国内の神権国家コマナの支配者であり高級神官だったギリシア人貴族大アルケラオスと結婚した。アルケラオスはローマの戦争の女神ベローナに仕える神官だった。彼と結婚したグラピュラは、この神権国家の事実上の君主となった。アルケラオスの同名の父アルケラオスは、ポントス王ミトリダテス6世の子孫だった。
グラピュラはアルケラオスとの間に2人の子どもをもうけた。
- アルケラオス・シシネス (Archelaus Sisines)[5]:　カッパドキア王(在位: 紀元前36年 - 17年)[6]
- シシネス[7]

紀元前47年、共和政ローマの独裁官ガイウス・ユリウス・カエサルは、内戦の末にグナエウス・ポンペイウスを滅ぼした後、アルケラオスから高級神官の職とコムナの支配権を奪った。代わりにその地位にはリュコメデスという別のギリシア人貴族がつけられた。というのも、ポンペイウスはアルケラオスらの家族のパトロンで、彼の父に神官職とコムナの支配者の座を与えたのもポンペイウスだったのである。しばらくして、アルケラオスは死去した。正確な時期は不明である。その後、コマナの君主の未亡人となったグラピュラは、子供たちと共にカッパドキアにとどまった。

## マルクス・アントニウスとの関係
数年後、グラピュラはローマの第二回三頭政治の一角を占めるマルクス・アントニウスの愛人の一人となった。これによりグラピュラは政治的な影響力を獲得し、自身の長男をカッパドキア王に据えさせることに成功した。紀元前36年、アントニウスは前のカッパドキア王アリアラテース10世を廃位、処刑して、アルケラオス・シシネスを後釜に据えたのである。
グラピュラはカッパドキア宮廷で権力を握り、その内政に関わったと考えられている。紀元前41年のローマの内戦であるペルシア戦争の際、オクタウィアヌスは有名な韻文詩の中でグラピュラの影響力の強さを罵っている。オクタウィアヌスはアントニウスがグラピュラと恋に落ちたことをなじり、その正妻であるフルウィアを侮辱する下品な詩を作ったのである。 
アントニウスがグラフィラを犯すゆえに、
フルウィアは私を罰するのだ、同じように私に彼女を犯せと。
私がフルウィアを犯すだと？もしマニウスが私に
彼を犯してくれと乞うてきたら？私はするだろうか？そうは思わない、私が正気であれば。
「まぐわるか戦うか」と彼女は言う。彼女は、
私にとって私の針は命そのものよりかわいいものだと知らないのか？ラッパを鳴り響かせろ！
ラテン語原文
Quod futuit Glaphyran Antonius, hanc mihi poenam
Fulvia constituit, se quoque uti futuam.
Fulvia ego ut futuam? Quid si me Manius oret
pedicem, faciam? Non puto, si sapiam.
"Aut futue, aut pugnemus" ait. Quid quod mihi vita
carior est ipsa mentula? Signa canant!